# Jabares de los Oteros
Jabares de los Oteros es una pedanía perteneciente al municipio de Cabreros del Río, a orillas del arroyo Valdearcos. Está situado entre Los Oteros, de los cuales forma parte, y la vega del río Esla, formando parte a su vez de la comarca agraria Esla-Campos.
Su término consta de dos terrazas aluviales del curso medio del Esla. La superior tiene un suelo más bien pobre, mientras que la inferior es enormemente fértil.
En 2013, tenía una población de 108 habitantes.
Está situado en el kilómetro 14 de la carretera LE-512, de Mansilla de las Mulas a Valderas.
Sus fértiles tierras, regadas por el canal de la margen izquierda del Porma, se dedican fundamentalmente al cultivo del maíz.